# Daniel z Hadshit
Daniel z Hadshit – duchowny katolicki kościoła maronickiego, w latach 1278–1282 38. patriarcha tego kościoła - "maronicki patriarcha Antiochii i całego Wschodu".